# Reijnsfort
Reijnsfort was een koffieplantage aan de Warappakreek in het district Commewijne in Suriname. De plantage lag stroomafwaarts naast de plantage Cornelia’s burg en stroomopwaarts naast de plantage Reijnsdorp.

## Geschiedenis
De grond werd in 1742 uitgegeven aan Andrea Craffort-Jesdorp, de eigenaresse van plantage de Eendracht. Dit gebeurde nadat het fort Nieuw-Amsterdam klaar was en de gronden tussen dat fort en het fort Sommelsdijk beschermd werden. De grond had een oorspronkelijke grootte van 1000 akkers, maar werd in 1769 gesplitst in twee plantages van elk 500 akkers. De naam van de nieuwe plantage was Cornelia’s burg. In het Sranantongo werd de plantage “Pikien (klein) Kakrakoe” genoemd. Dit ter onderscheiding van De Eendracht, dat Kakrakoe heette. De plantage was vernoemd naar Anna Francina Craffort, de dochter van Andrea en haar man Hermanus Laurens Reijnsdorp.  Hermanus was omstreeks 1730, samen met zijn broer Nicolaas, naar Suriname gekomen. Nicolaas was getrouwd met de zus van Andrea en eigenaar van de plantages Fortuin aan de Commetewane en van Reijnsdorp, het latere Bakkie. In 1770 werd het bezit uitgebreid met 500 akkers achter de plantage.
Na het overlijden van Hermanus hertrouwde Andrea met Jacob Salomon Briseval de Borgnes en kwam de plantage later in bezit van hun zoon, Willem Carel Hendrik. Hij was ook de eigenaar van plantage Cannewapibo. Hij leende veel geld, maar kon zijn schulden niet betalen. De plantages kwamen in bezit van zijn schuldeisers en werden rond 1780 geveild. Met de opbrengst van Cannewapibo kon hij waarschijnlijk zijn schuld op Reijnsfort afbetalen want de plantage bleef in het bezit van de familie. Hun dochter Andresa trouwde met Bernard Texier, gouverneur van Suriname van 1779 tot 1783. De andere dochter, Anna Francina, trouwde met Carel Willem von Jeckel des Borgnes.
In 1793 was de plantages, net zoals veel anderen in dit gebied, gedeeltelijk omgezet tot een katoenplantage. In de jaren 1820-1824 was de plantage in eigendom van de erven Texier en Von Jeckel des Borgnes. Later is een deel van de plantage in het bezit van Johan Julius Gottlieb Spilker, voormalig administrateur van deze plantage en van Fortuin. Niet vreemd want hij was een schoonzoon van Carel Willem Jeckel.  In 1828 was het weer een volledige koffieplantage. Onder eigenaarschap van Spilker en de familie de Mesquita werd er nog enige jaren koffie verbouwd. Kort daarna verkochten zij de plantage aan de familie Verheul. Die brachten de slaven over naar hun plantage Schoonoord en de plantage werd verlaten. Daarna vestigt dhr. Heyer er enige jaren een chirurgijnsetablissement.
Bij de emancipatie in 1863 was de plantage verlaten.
Begin 1900 werd de plantage toch weer in gebruik genomen. De geteelde gewassen waren koffie, bananen, cacao, rijst, sinaasappel en aardvruchten. In 1910 woonden er meer dan 100 mensen. De Rijp en Neede werden als eigenaren vermeld. Na 1915 werd er niet meer geproduceerd.
A la bonne heure · Anna's Zorg · Akkerboom · Alliance · Alkmaar · Andresa · Auka · Andreesgift · Bantaskine · Barbados · Batavia · Beekenhorst · Belladrum · Bellevue · Belwaarde · Beninenburg · Berg en Dal · Bergen op Zoom · Berlijn (Commewijne) · Berlijn (Para) · Bethlehem · Boksweide · Boston · Botany Bay · Boxel · Bronswijk · Brouwerslust · Bruinendaal · Bucklebury · Buitenrust · Burnside · Cadrosspark · Caledonia · Campenburg · Cannewapibo · Catharina Sophia · Clevia  · Cliffort-Kokshoven · Clyde · Concordia · Concordia en een Kwart Lot · Courcabo · De Dageraad · De Goede Vriendschap · De Resolutie · De Vier Hendrikken · Diamond · Dijkveld · Domburg · Dordrecht · Eendragt · Elisabeth's Hoop · Ellen · L'Espérance (Nickerierivier) · L'Espérance (Surinamerivier) · Esthersrust · Fairfield · Fortuin · Flora · Florentia · Frederiksburg · Frederiksdorp · Frederikslust · Geertruidenberg · Geyersvlijt · Glensander · Gloria · Groot Chatillon · Groot Marseille · Guadeloupe · Hague · Hamburg · Hamilton · Hamptoncourt · Hannover · Hazard · Hebron · Hecht en Sterk · Hooyland · Hope · Houttuin · Huntly · Huwelijkszorg · Inverness · Jagtlust · Jodensavanne · Johan & Margaretha · Johanna Catharina · Johanna Maria · Johannesburg · John · Katwijk · Kent · Kerkshoven · Killenstein · Klein Bellevue · Kleinhoop · Krappahoek · Kroonenburg · Kwatta · La Jalousie · La Prosperité · La Rencontre · La Ressource (Saramacca) · La Ressource (Surinamerivier) · La Singularité · Laarwijk · Leasowes · Leliëndaal · Leonsberg · Livorno · Longmay · Lunenburg · Lust en Rust · Lustrijk · Maasstroom · Margarethenburg · Maria Petronella · Mariënbosch · Mariënburg · Margaretha's Gift · Mary's Hope · Meerzorg · Merveille · Moed en Kommer · Mon Bijou · Mon Souci · Mon Trésor · Monnikendam · Mopentibo · Morgenster · Moy · Nieuw Mocha · Nieuwzorg · Nieuwe Aanleg · De Nieuwe Grond · Nijd en Spijt · Novar · Nursery · Nut en Schadelijk · Onoribo · Onverwacht · Oranibo · Ornamibo · Overbrug · Overtoom 
· Oxford · Palestina · Paradise · Persévérance · Petersburg · Picardië · Peperpot · Pieterszorg · Plaisance · Poelwijk · Potosie · Purmerend · Reijnsdorp · Reijnsfort · Rijnberk · Roosenburg · Rorac · Rust en Werk · Rustenburg · Saltzhalen · Sans Souci · Saphir · Sarah · Sardam · Schaapstede · Schoonoord · Sinabo en Gelre · Sint Barbara · Sint Eustatius · Slootwijk · Sorgvliet · Spieringshoek · Standvastigheid · Suidwijn · Suzanna's Daal · Toevlugt (Surinamerivier) · Tout Lui Faut · Toledo · Totness · Tyronne · 't Vertrouwen · Victoria · Vierkinderen · Visserszorg · Voorburg · Voorzorg (Saramacca) · Vossenburg · Vredenburg · Vriendsbeleid en Ouderzorg · Vreeland · Waltonhall · Waldijk · Waterloo · Wederzorg · Welbedacht · Welgelegen (Commewijne) · Welgelegen (Coronie) · Welgevallen · Weltevreden · Wolffs Capoerica · Wolfenbüttel · 't Ylant · Zoelen · Zorg en Hoop (hout) · Zorg en Hoop (indigo) · Zorg en Hoop (katoen) · Zorg en Hoop (suiker)